# Thecla mirabilis
Thecla mirabilis är en fjärilsart som beskrevs av Percy I. Lathy 1930. Thecla mirabilis ingår i släktet Thecla och familjen juvelvingar. Inga underarter finns listade i Catalogue of Life.